# Coccus malloti
Coccus malloti är en insektsart som först beskrevs av Takahashi 1956.  Coccus malloti ingår i släktet Coccus och familjen skålsköldlöss. Inga underarter finns listade i Catalogue of Life.